# Friedrich Körte
Friedrich Körte, född 24 december 1854 i Berlin i konungariket Preussen, död 3 februari 1934 i Berlin i Tyska riket, var en tysk arkitekt. 
Friedrich Körte var ett av tio barn till läkaren Friedrich Körte (1818–1914) och Marie Thaer (1832–1898). Han var bror till bland andra arkeologen Gustav Körte (1852–1917), kirurgen Werner Körte (1853–1937), målaren Martin Körte (1857–1929), överborgmästaren i Königsberg Siegfried Körte (1861–1919) och filologen Alfred Körte (1866–1946). Han utbildade sig till arkitekt på Berliner Bauakademie. 
Tillsammans med Konrad Reimer bildade han 1886 arkitektfirman Reimer & Körte. De blev arkitekter till mer än 20 större byggnader i Berlin.  Reimer & Körte ritade framför allt hyreshus, kontorshus, sjukhus och industribyggnader i Berlin. Deras mest kända verk är det astronomiska observatoriet Archenhold-Sternwarte, Berlins judiska sjukhus och stora delar av Borsigs industrikomplex i stadsdelen Tegel.

## Bildgalleri

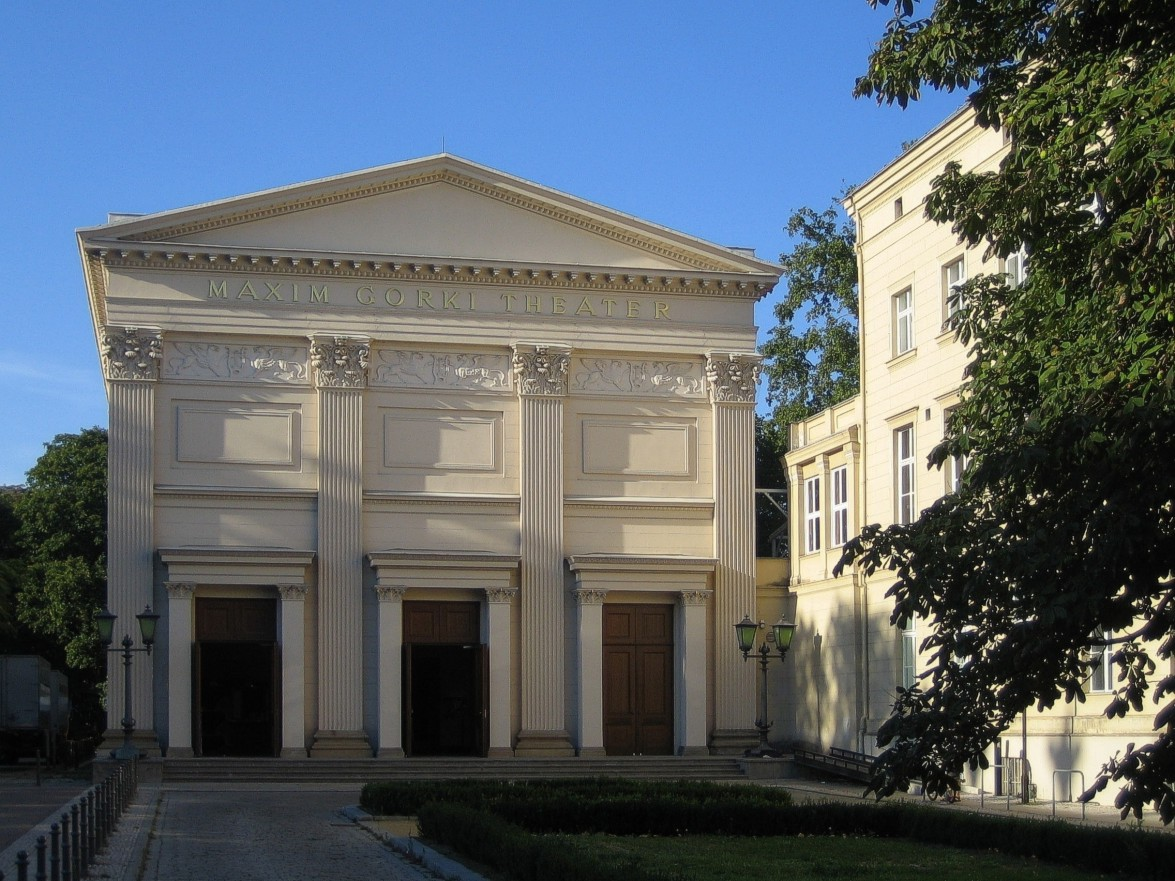
Sing-Akademie zu Berlins byggnad på Dorotheenstrasse i Berlin, idag Maxim-Gorki-Theater
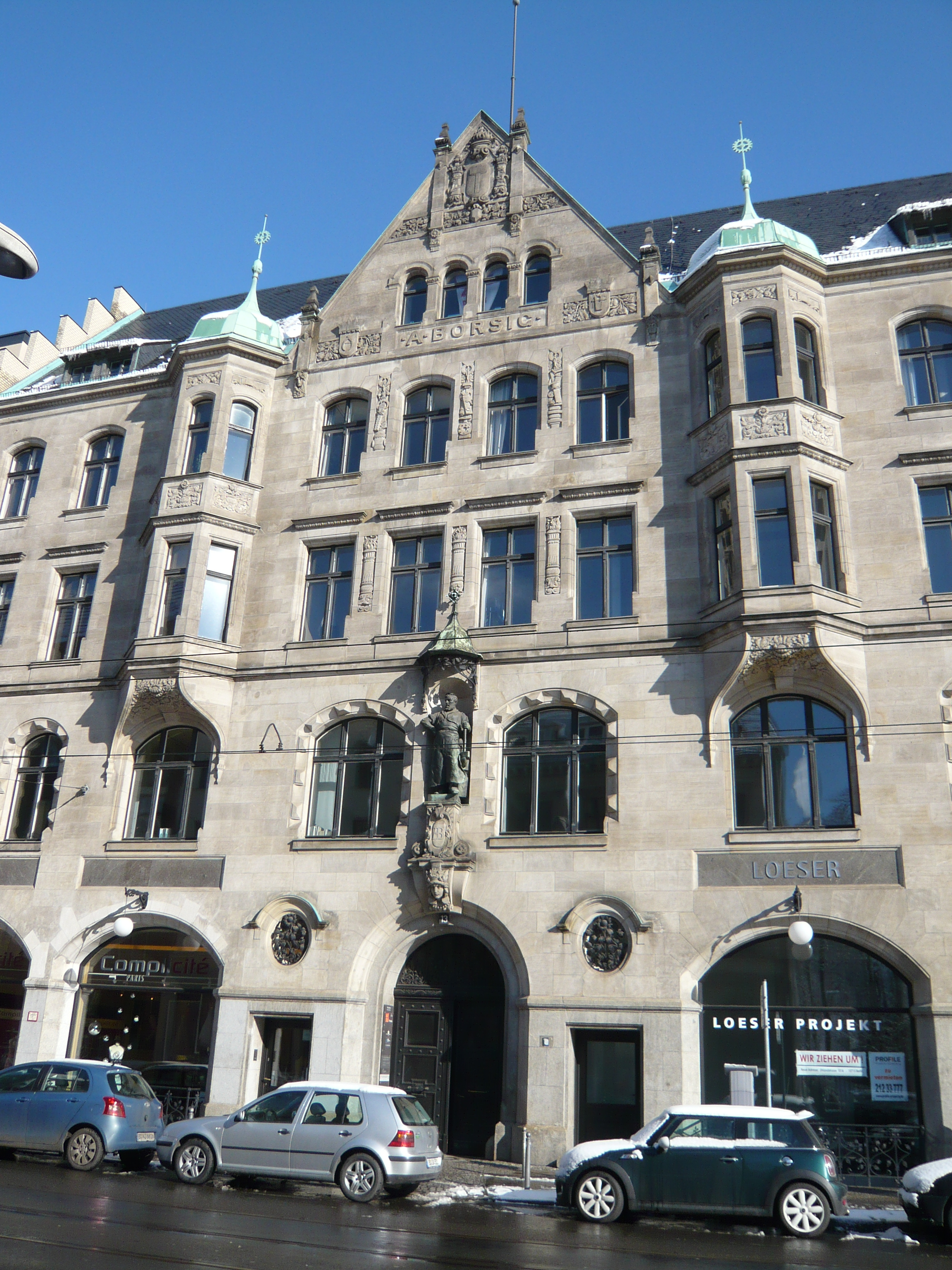
Borsighaus i Oranienburger Vorstadt i Berlin-Mitte
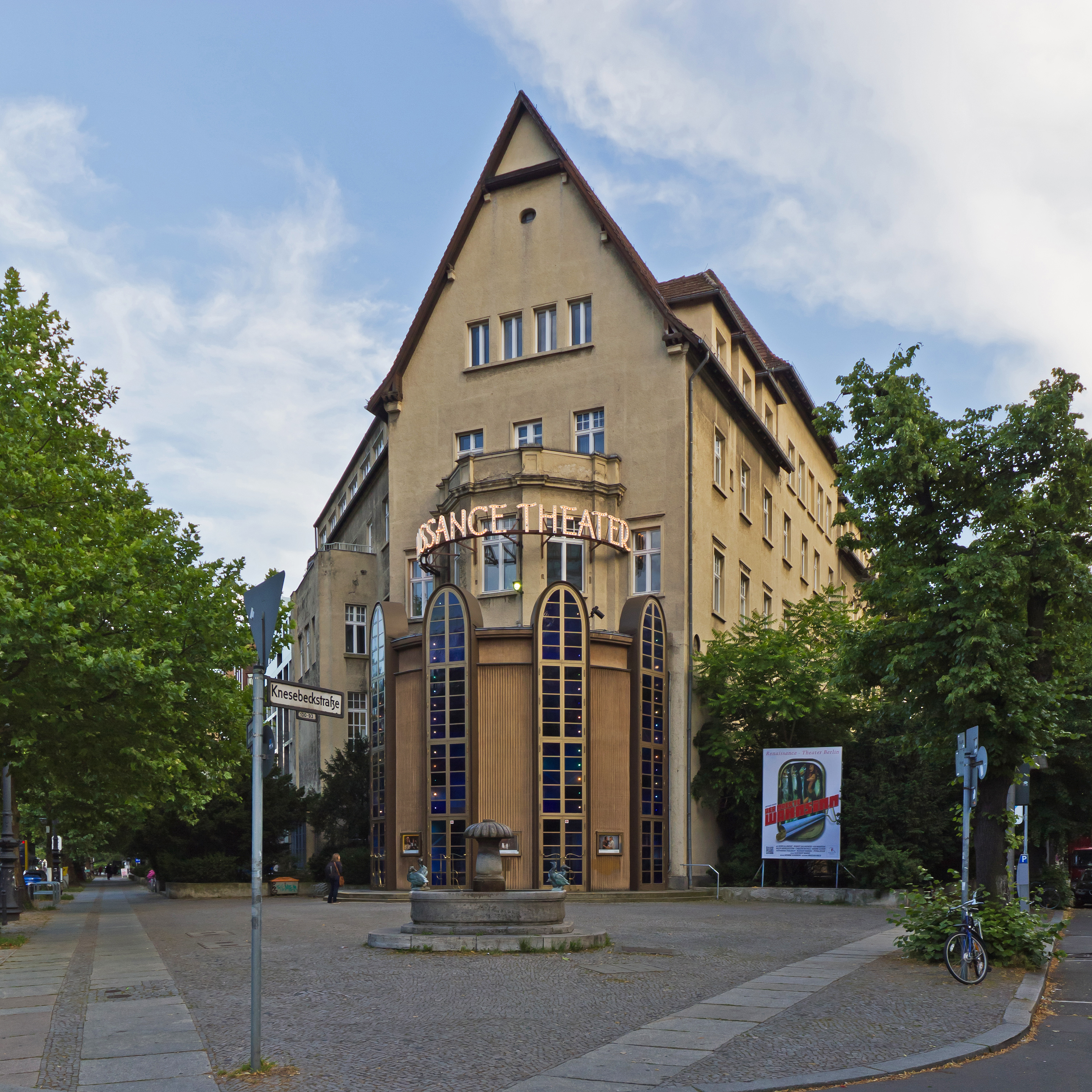
Akademischer Verein Motivs byggnad i Charlottenburg, numera Renaissance-Theater, Berlin
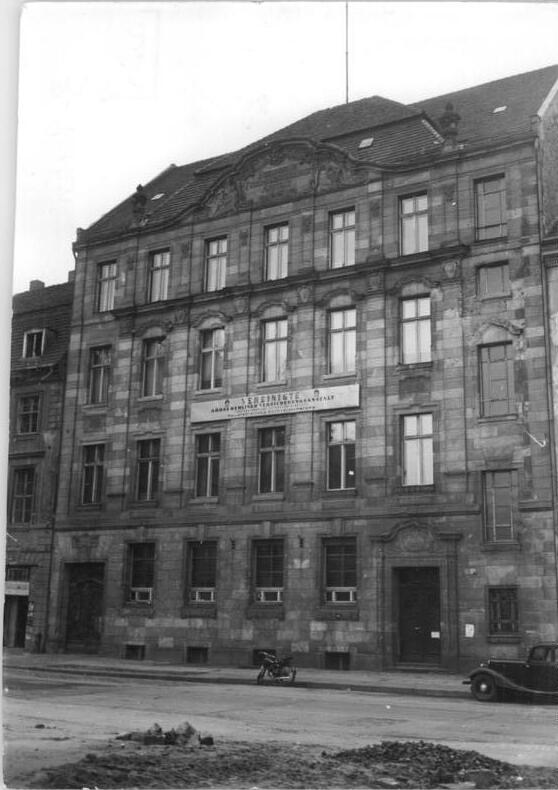
Berlinische Feuerversicherungs-Anstalt, numera Sachsens hus i Berlin
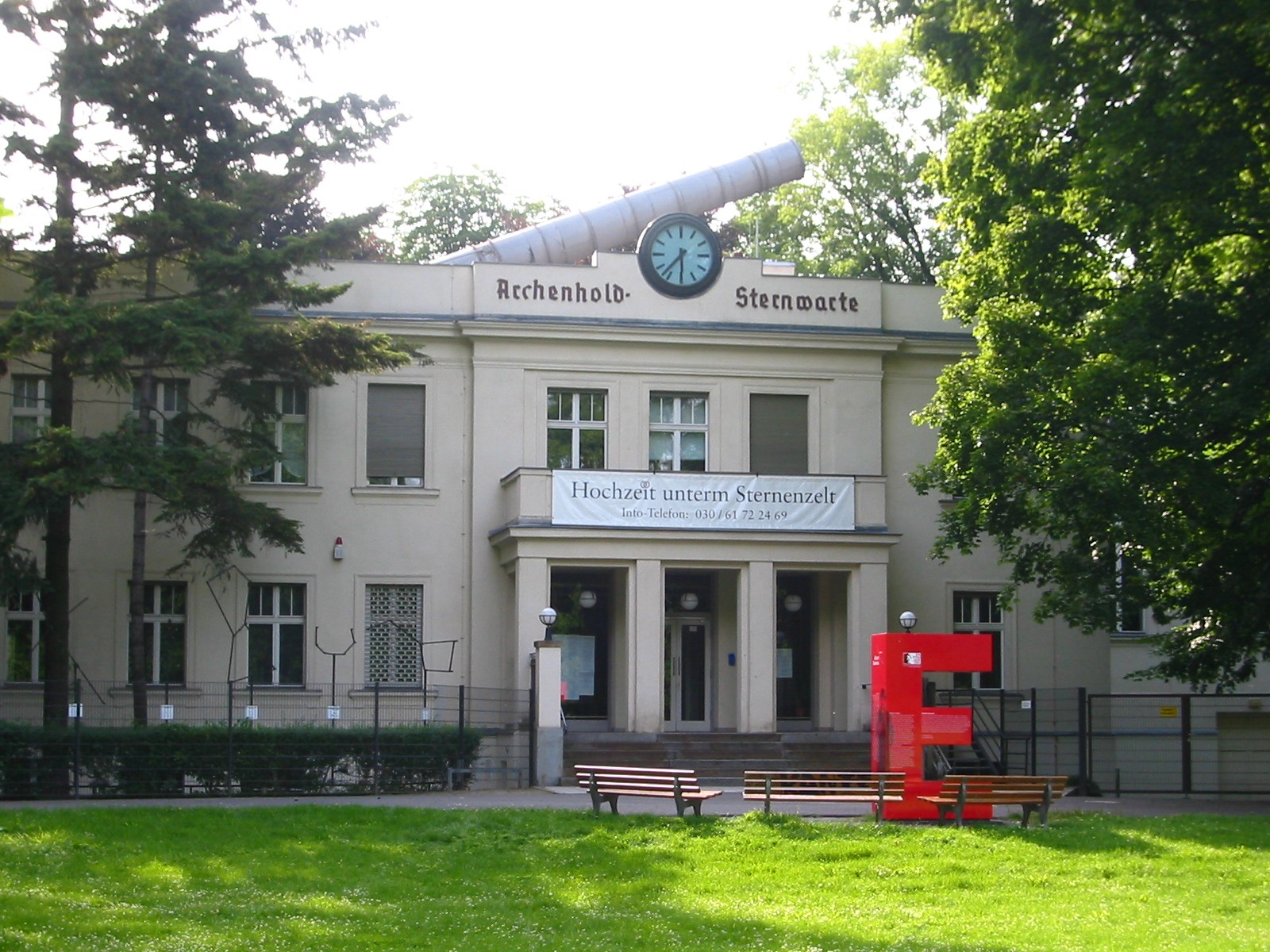
Archenhold-Sternwartes huvudbyggnad i Alt-Treptow i Berlin
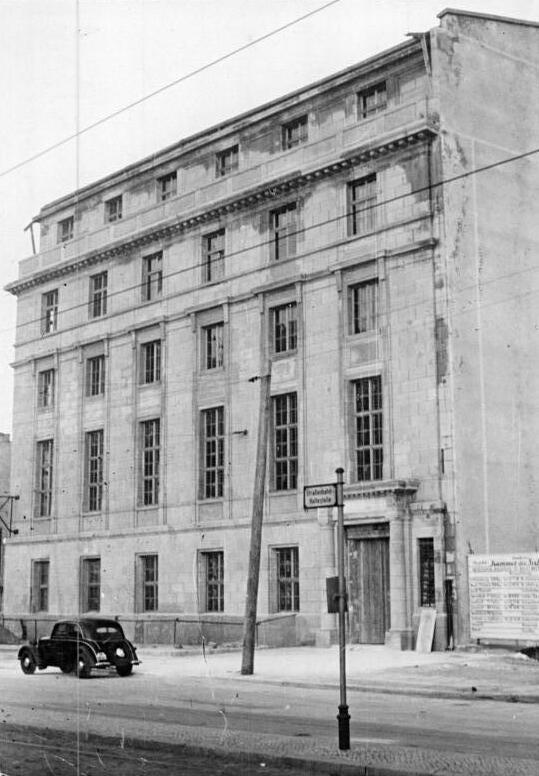
Verein Deutscher Ingenieures byggnad  vid Dorotheenstrasse i Berlin
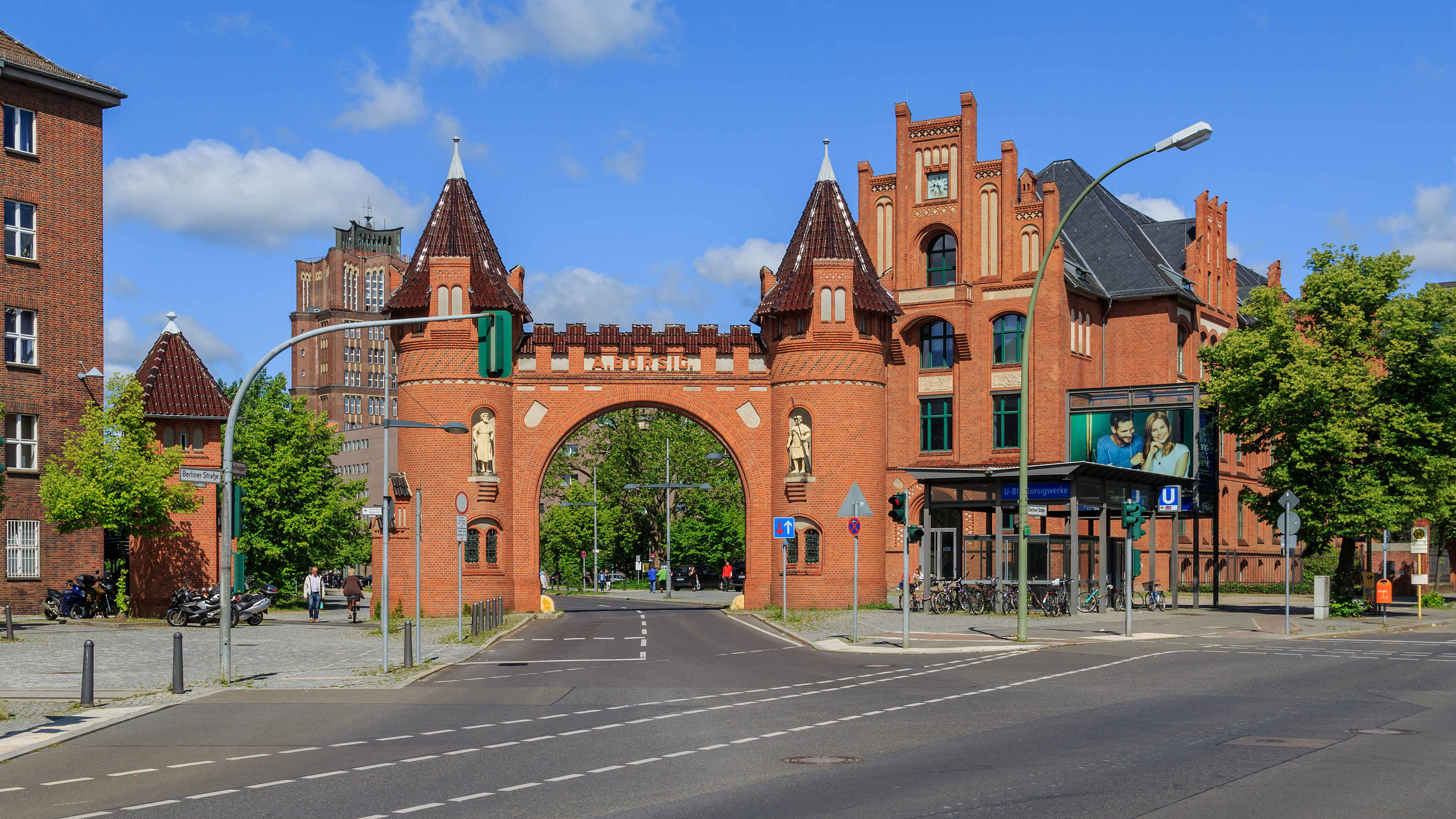
Borsigtor och kontorsbyggnad för Borsigwerke i Tegel